# (3761) Romanskaïa
(3761) Romanskaïa est un astéroïde de la ceinture principale découvert le 25 juillet 1936 à Simeis (094) par l'astronome russe Grigori Néouïmine.

## Historique
Sa désignation provisoire, lors de sa découverte le 25 juillet 1936, était 1936 OH et il est définitivement nommé en l'honneur de l'astronome soviétique Sofia Romanskaïa.

## Caractéristiques
Sa distance minimale d'intersection de l'orbite terrestre est de 1,296 130 ua.